# Neoscona murthyi
Neoscona murthyi là một loài nhện trong họ Araneidae.
Loài này thuộc chi Neoscona. Neoscona murthyi được miêu tả năm 1990 bởi Patel & C. Adinarayana Reddy.